# Brother Rat and a Baby

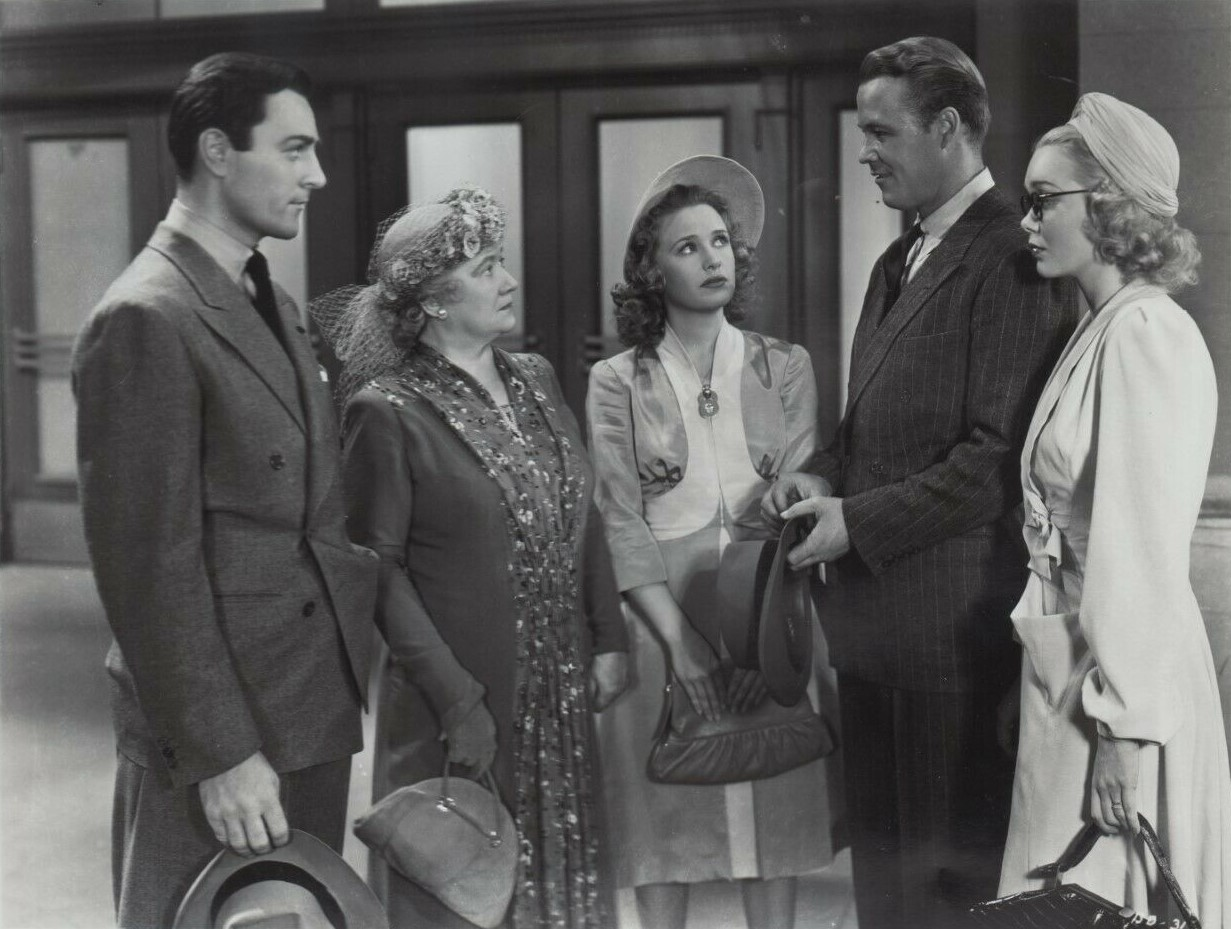
Da esq. para dir.: Larry Williams, Jessie Busley, Priscilla Lane, Wayne Morris e Jane Wyman em Brother Rat and a Baby (1940).

Brother Rat and a Baby é um filme de comédia produzido nos Estados Unidos, dirigido por Ray Enright, escrito por John Cherry Monks Jr. e Fred F. Finklehoffe e com atuações de Priscilla Lane, Wayne Morris, Jane Bryan, Eddie Albert, Jane Wyman e Ronald Reagan. É a sequência ao filme de 1938, Brother Rat. Foi lançado pela Warner Bros. no dia 13 de janeiro de 1940.